# شفارتسنبرغ
شوارتسنبرغ زاكسن (بالألمانية: Schwarzenberg, Saxony) هي بلدة ألمانية و Grosse Kreisstadt تقع في ألمانيا في ساكسونيا. يقدر عدد سكانها بـ 19,474 نسمة .

## المدن التوأمة
مدن فونزيدل، Nové Sedlo و Borchen هي مدن توأمة لـشوارتسنبرغ زاكسن.

## أعلام
- اكسل كولر
- آرثر فوغل